# Campeonato Mundial de Atletismo Júnior de 2014 - 400 m masculino
A prova dos 400 metros rasos masculino do Campeonato Mundial de Atletismo Júnior de 2014 ocorreu entre os dias 22 e 24 de julho em Eugene, nos Estados Unidos. 

## Recordes
Antes desta competição, os recordes mundiais e do campeonato nesta prova eram os seguintes:
|     | Nome            | Nacionalidade  | Tempo | Local    | Data                   |
| --- | --------------- | -------------- | ----- | -------- | ---------------------- |
| WJR | Steve Lewis     | Estados Unidos | 43.87 | Seul     | 28 de setembro de 1988 |
| CR  | Hamdan Al-Bishi | Arábia Saudita | 44.66 | Santiago | 20 de outubro de 2000  |

## Medalhistas
| Ouro                 | Prata             | Bronze                     |
| Machel Cedenio (TTO) | Nobuya Kato (JPN) | Abbas Abubakar Abbas (BHR) |

## Cronograma
Todos os horários são locais (UTC-7).
| Data        | Hora  | Evento        |
| ----------- | ----- | ------------- |
| 22 de julho | 17:35 | Eliminatórias |
| 23 de julho | 18:45 | Semifinal     |
| 24 de julho | 19:45 | Final         |

## Resultados

### Eliminatórias
Qualificação: Os 3 primeiros de cada bateria (Q) e os 3 tempos mais rápidos (q). 
Bateria 1
| Posição | Atleta                    | Nacionalidade     | Raia | Reação | Tempo | Notas |
| ------- | ------------------------- | ----------------- | ---- | ------ | ----- | ----- |
| 1       | Alexander Lerionka Sampao | Quênia            | 4    | 0.214  | 46.91 | Q     |
| 2       | Jamal Walton              | Ilhas Caimã       | 6    | 0.163  | 47.22 | Q     |
| 3       | Joshua Robinson           | Austrália         | 8    | 0.172  | 47.47 | Q     |
| 4       | Elliot Rutter             | Reino Unido       | 7    | 0.204  | 47.55 | q     |
| 5       | Batinisavu Uluiyata       | Fiji              | 5    | 0.192  | 47.95 |       |
| 6       | Asa Guevara               | Trinidad e Tobago | 2    | 0.222  | 49.48 |       |
| 7       | Vitsanu Phosri            | Tailândia         | 3    | 0.214  | 50.40 |       |

Bateria 2
| Posição | Atleta             | Nacionalidade | Raia | Reação | Tempo | Notas           |
| ------- | ------------------ | ------------- | ---- | ------ | ----- | --------------- |
| 1       | Kaisei Yui         | Japão         | 7    | 0.296  | 47.06 | Q               |
| 2       | Karabo Sibanda     | Botswana      | 5    | 0.181  | 47.96 | Q               |
| 3       | Nathon Allen       | Jamaica       | 4    | 0.203  | 48.06 | Q               |
| 4       | Sonwabiso Skhosana | África do Sul | 2    | 0.230  | 48.16 |                 |
| 5       | Wang Wei-Hsu       | Taipé Chinesa | 1    | 0.186  | 48.61 |                 |
| 6       | Graeme Thompson    | Canadá        | 3    | 0.138  | 49.01 |                 |
| 7       | Hussain Riza       | Maldivas      | 8    | 0.215  | 52.42 | Recorde pessoal |
| 8       | Bachir Mahamat     | Chade         | 6    |        | DNS   |                 |

Bateria 3
| Posição | Atleta                   | Nacionalidade                  | Raia | Reação | Tempo | Notas |
| ------- | ------------------------ | ------------------------------ | ---- | ------ | ----- | ----- |
| 1       | Nobuya Kato              | Japão                          | 6    | 0.187  | 46.23 | Q     |
| 2       | Lamar Bruton-Grinnage    | Estados Unidos                 | 8    | 0.208  | 46.74 | Q     |
| 3       | Oleksiy Pozdnyakov       | Ucrânia                        | 4    | 0.198  | 47.18 | Q,    |
| 4       | Joshua Cunningham        | Canadá                         | 2    | 0.167  | 47.40 | q     |
| 5       | Leungo Scotch            | Botswana                       | 1    | 0.220  | 47.81 |       |
| 6       | Brandon Valentine-Parris | São Vicente e Granadinas       | 5    | 0.191  | 48.36 | NJR   |
| 7       | Luatimu Samau            | Samoa                          | 7    | 0.225  | 56.71 |       |
| 8       | Rosel Lusanga Kafwa      | República Democrática do Congo | 3    |        | DNS   |       |

Bateria 4
| Posição | Atleta               | Nacionalidade | Raia | Reação | Tempo | Notas    |
| ------- | -------------------- | ------------- | ---- | ------ | ----- | -------- |
| 1       | Abbas Abubakar Abbas | Bahrein       | 3    | 0.250  | 46.92 | Q        |
| 2       | Martin Manley        | Jamaica       | 7    | 0.180  | 47.20 | Q        |
| 3       | Luka Janežič         | Eslovênia     | 6    | 0.207  | 47.30 | Q        |
| 4       | Bálint Móricz        | Hungria       | 5    | 0.325  | 47.66 |          |
| 5       | Sina Rohani          | Irão          | 4    | 0.199  | 48.03 |          |
| 6       | Kyle Webb            | Bermudas      | 2    | 0.192  | 49.79 |          |
| 7       | Mikhail Litvin       | Cazaquistão   | 8    | 0.218  | DSQ   | 163.3(a) |

Nota:

IAAF Regra 163.3(a) – Violação da pista

Bateria 5
| Posição | Atleta            | Nacionalidade  | Raia | Reação | Tempo | Notas |
| ------- | ----------------- | -------------- | ---- | ------ | ----- | ----- |
| 1       | Tyler Brown       | Estados Unidos | 3    | 0.198  | 46.45 | Q     |
| 2       | Jack Crosby       | Reino Unido    | 4    | 0.167  | 46.48 | Q,    |
| 3       | Sam Reiser        | Austrália      | 2    | 0.187  | 47.07 | Q     |
| 4       | Janeko Cartwright | Bahamas        | 8    | 0.183  | 47.10 | q     |
| 5       | Wiktor Suwara     | Polónia        | 7    | 0.166  | 47.71 |       |
| 6       | Raymond Kibet     | Quênia         | 5    | 0.243  | 47.91 |       |
| 7       | Shaddy Melu       | Zâmbia         | 6    | 0.184  | 48.74 |       |

Bateria 6
| Posição | Atleta                       | Nacionalidade        | Raia | Reação | Tempo | Notas    |
| ------- | ---------------------------- | -------------------- | ---- | ------ | ----- | -------- |
| 1       | Machel Cedenio               | Trinidad e Tobago    | 7    | 0.255  | 46.60 | Q        |
| 2       | Juander Santos               | República Dominicana | 5    | 0.179  | 47.02 | Q        |
| 3       | Henri Delauze                | Bahamas              | 4    | 0.255  | 47.07 | Q        |
| 4       | Samson Oghenewegba Nathaniel | Nigéria              | 2    | 0.190  | 47.77 |          |
| 5       | Abdullah Tütünci             | Turquia              | 6    | 0.160  | 48.00 |          |
| 6       | Mateo Kovačić                | Croácia              | 3    | 0.187  | 48.03 |          |
| 7       | Mohamed Nasir Abbas          | Catar                | 8    | 0.199  | DSQ   | 163.3(a) |

Nota:

IAAF Regra 163.3(a) – Violação da pista

Bateria 7
| Posição | Atleta                 | Nacionalidade         | Raia | Reação | Tempo | Notas           |
| ------- | ---------------------- | --------------------- | ---- | ------ | ----- | --------------- |
| 1       | Berend Koekemoer       | África do Sul         | 7    | 0.228  | 46.89 | Q               |
| 2       | Batuhan Altıntaş       | Turquia               | 3    | 0.153  | 47.15 | Q               |
| 3       | Warren Hazel           | São Cristóvão e Neves | 2    | 0.153  | 47.37 | Q               |
| 4       | Mazen Al Yasen         | Arábia Saudita        | 6    | 0.219  | 47.85 |                 |
| 5       | Benjamin Lobo Vedel    | Dinamarca             | 5    | 0.165  | 48.13 |                 |
| 6       | Derick St Jean         | Dominica              | 1    | 0.182  | 50.32 |                 |
| 7       | Karl Baldachino        | Gibraltar             | 4    | 0.299  | 54.56 | Recorde pessoal |
| 8       | Fasasi Adekunle Rilwan | Nigéria               | 8    | 0.187  | DSQ   | 163.3(a)        |

Nota:

IAAF Regra 163.3(a) – Violação da pista

### Semifinal
Qualificação: Os 2 primeiros de cada bateria (Q) e os 2 tempos mais rápidos (q). 
Semifinal 1
| Posição | Atleta                    | Nacionalidade  | Raia | Reação | Tempo | Notas |
| ------- | ------------------------- | -------------- | ---- | ------ | ----- | ----- |
| 1       | Tyler Brown               | Estados Unidos | 5    | 0.178  | 45.97 | Q     |
| 2       | Alexander Lerionka Sampao | Quênia         | 4    | 0.223  | 46.21 | Q     |
| 3       | Kaisei Yui                | Japão          | 3    | 0.170  | 46.68 | q,    |
| 4       | Elliot Rutter             | Reino Unido    | 2    | 0.160  | 46.93 |       |
| 5       | Oleksiy Pozdnyakov        | Ucrânia        | 7    | 0.213  | 47.43 |       |
| 6       | Batuhan Altıntaş          | Turquia        | 6    | 0.175  | 47.46 |       |
| 7       | Joshua Robinson           | Austrália      | 1    | 0.172  | 47.72 |       |
| 8       | Karabo Sibanda            | Botswana       | 8    | 0.206  | 48.30 |       |

Semifinal 2
| Posição | Atleta               | Nacionalidade         | Raia | Reação | Tempo | Notas           |
| ------- | -------------------- | --------------------- | ---- | ------ | ----- | --------------- |
| 1       | Nobuya Kato          | Japão                 | 3    | 0.172  | 46.26 | Q               |
| 2       | Abbas Abubakar Abbas | Bahrein               | 4    | 0.242  | 46.28 | Q               |
| 3       | Jack Crosby          | Reino Unido           | 5    | 0.150  | 46.35 | q,              |
| 4       | Luka Janežič         | Eslovênia             | 8    | 0.205  | 47.06 | Recorde pessoal |
| 5       | Warren Hazel         | São Cristóvão e Neves | 2    | 0.161  | 47.22 |                 |
| 6       | Janeko Cartwright    | Bahamas               | 1    | 0.184  | 47.88 |                 |
| 7       | Martin Manley        | Jamaica               | 6    | 0.173  | 48.38 |                 |
| 8       | Jamal Walton         | Ilhas Caimã           | 7    | 0.200  | DNF   |                 |

Semifinal 3
| Posição | Atleta                | Nacionalidade        | Raia | Reação | Tempo | Notas |
| ------- | --------------------- | -------------------- | ---- | ------ | ----- | ----- |
| 1       | Machel Cedenio        | Trinidad e Tobago    | 4    | 0.214  | 45.90 | Q     |
| 2       | Lamar Bruton-Grinnage | Estados Unidos       | 6    | 0.196  | 46.67 | Q     |
| 3       | Berend Koekemoer      | África do Sul        | 5    | 0.181  | 46.87 |       |
| 4       | Sam Reiser            | Austrália            | 8    | 0.186  | 47.02 |       |
| 5       | Nathon Allen          | Jamaica              | 1    | 0.218  | 47.56 |       |
| 6       | Juander Santos        | República Dominicana | 3    | 0.164  | 47.64 |       |
| 7       | Henri Delauze         | Bahamas              | 7    | 0.263  | 47.78 |       |
| 8       | Joshua Cunningham     | Canadá               | 2    | 0.158  | 47.91 |       |

### Final
A prova final foi realizada no dia 24 de julho às 19:45.  
| Posição           | Atleta                    | Nacionalidade     | Raia | Reação | Tempo | Notas                |
| ----------------- | ------------------------- | ----------------- | ---- | ------ | ----- | -------------------- |
| Medalha de ouro   | Machel Cedenio            | Trinidad e Tobago | 4    | 0.204  | 45.13 | WJL                  |
| Medalha de prata  | Nobuya Kato               | Japão             | 3    | 0.178  | 46.17 | Recorde da temporada |
| Medalha de bronze | Abbas Abubakar Abbas      | Bahrein           | 7    | 0.254  | 46.20 |                      |
| 4                 | Alexander Lerionka Sampao | Quênia            | 5    | 0.223  | 46.55 |                      |
| 5                 | Jack Crosby               | Reino Unido       | 1    | 0.180  | 46.63 |                      |
| 6                 | Lamar Bruton-Grinnage     | Estados Unidos    | 8    | 0.181  | 46.75 |                      |
| 7                 | Kaisei Yui                | Japão             | 2    | 0.150  | 47.08 |                      |
| 8                 | Tyler Brown               | Estados Unidos    | 6    | 0.185  | 47.30 |                      |

Legenda
| Recorde mundial       | Recorde mundial (World record)               |                       | Recorde africano                      | Recorde africano (African) |                                           | Q | Classificado por posição (Qualified) |
| Recorde do campeonato | Recorde do campeonato (Championship record)  | Recorde da América    | Recorde da América (Americas)         | q                          | Classificado por melhor tempo (Qualified) |   |                                      |
| Melhor marca do ano   | Melhor marca do ano (World leading)          | Recorde asiático      | Recorde asiático (Asian)              | DNS                        | Não largou (Did not start)                |   |                                      |
| Recorde nacional      | Recorde nacional (National record)           | Recorde europeu       | Recorde europeu (European)            | DNF                        | Não terminou (Did not finish)             |   |                                      |
| Recorde pessoal       | Recorde pessoal do atleta (Personal best)    | Recorde da Oceania    | Recorde da Oceania (Oceania)          | DSQ / DQ                   | Desclassificado (Disqualified)            |   |                                      |
| Recorde da temporada  | Recorde da temporada do atleta (Season best) | Recorde sul-americano | Recorde sul-americano (South America) | NM                         | Sem marca (No mark)                       |   |                                      |